# هيساشي ياماموتو
هيساشي ياماموتو (باليابانية: 山本尚) هو أستاذ جامعي وكيميائي ياباني، ولد في 16 يوليو 1943 في كوبه في اليابان.